# Aspilota praescutellaris
Aspilota praescutellaris är en stekelart som beskrevs av Fischer 1976. Aspilota praescutellaris ingår i släktet Aspilota och familjen bracksteklar. Inga underarter finns listade.